# 宮崎裕子
宮崎 裕子（みやざき ゆうこ、1975年 - ）は、ニッポン放送の社員。報道記者。

## 来歴
1996年3月、東横学園女子短期大学英語英文学科卒業後、同年4月、ニッポン放送入社。
経理局経理部に配属され、6年間会計を担当。その後、2002年4月1日付人事にて、編成局報道部に異動。国会担当記者として小泉・安倍・福田内閣を担当。
2003年3月17日放送の、北朝鮮拉致事件を取り上げたドキュメンタリー番組『「ただいま」を聞くまで…。母・横田早紀江の祈り』にて、第29回放送文化基金賞本賞、「平成15年度 日本民間放送連盟賞 番組部門ラジオ報道番組」で優秀を受賞。
その後、警視庁、司法担当、ニュースデスク、遊軍として、国政、地方選挙や東日本大震災復興過程の取材を担当。2017年7月1日付人事にて、編成部に異動し、編成局編成部主任となり、同社子会社であるウェブメディア『grape』と共催したエッセイコンテストの審査員を担当した。
2019年7月人事にて2年振りにCP局報道部（現：報道スポーツコンテンツセンター）に復帰。第25回参議院議員通常選挙の選挙特別番組から番組出演に復帰し、以降ニッポン放送の報道部の現場レポート等で番組に出演している。

## 著作

### 共著
- 放送ウーマンのいま―厳しくて面白いこの世界 単行本 日本女性放送者懇談会 – 2011/3 ドメス出版

## 出演番組

### 現在
全て、ニュースデスク担当
- ザ・ラジオショー（水曜） - 2020年7月6日 -
- 辛坊治郎ズーム そこまで言うか!（水曜） - 2020年7月6日 -
- ニッポン放送報道記者レポート（パーソナリティー　インターネットラジオ）

### 以前出演した番組
- ショウアップナイターストライク!（水曜）
- HOT'n HOT お気に入りに追加!（水曜）
- 塚越孝 朝刊フジ（木曜）
- お早うネットワーク
  - 森永卓郎の朝はモリタク!もりだくSUN（木曜）
  - 森永卓郎 朝はニッポン一番ノリ!（木曜）
- うえやなぎまさひこのサプライズ!（木曜）
- ビビる大木のオールナイトニッポン（水曜、「3年C組ゆうこ先生!」のコーナー出演）
- 高嶋ひでたけのあさラジ!
- 垣花正のあなたとハッピー!（月曜→金曜→火曜）
- 高田文夫のラジオビバリー昼ズ（同上）
- DAYS（水曜） - 2020年7月6日 - 9月2日
- 上柳昌彦 ごごばん!（不定期出演）
- ザ・ボイス そこまで言うか! - 2016年5月30日※バラク・オバマの広島訪問同行取材報告
- 飯田浩司のOK! Cozy up!※現場レポート
- 祝賀御列の儀 実況生中継（赤坂御所地点 リポーター） - 2019年11月10日
- 報道スペシャル 日本初上陸!IRってナニ?（シンガポールマリーナベイ・サンズ取材報告） - 2019年12月31日